# Luigi Contarini
Luigi Filippo Contarini, nobile dei duchi di Castrofilippo, Marchese (Agrigento, 20 gennaio 1841 – Agrigento, 8 dicembre 1908), è stato un imprenditore e politico italiano.

## Biografia
Di famiglia con antica ascendenza veneta, imparentata con l'omonima dinastia dei dogi veneziani e nobilitata sul finire del '700, grande e ricco latifondista, è stato assessore comunale e sindaco di Agrigento, consigliere di amministrazione del Banco di Sicilia, consigliere provinciale e membro della Deputazione provinciale. Deputato per quattro legislature, nominato senatore a vita nel 1905.